# Laura Kariuki
Laura Kariuki, född 21 juni 1998 i Lenexa, Kansas, är en amerikansk skådespelare.
Kariuki har bland annat medverkat i TV-serierna Black Lightning från 2021 och The Wonder Years (2021-2023). Hon har även medverkat i filmen Mycket mer än så från 2022.

## Filmografi (i urval)
- 2021: Black Lightning
- 2021-2023: The Wonder Years
- 2022: Mycket mer än så